# Poblana alchichica
Poblana alchichica é uma espécie de peixe da família Atherinopsidae.
É endémica do México.